# Cebrio nigricornis
Cebrio nigricornis là một loài bọ cánh cứng trong họ Cebrionidae. Loài này được Leoni miêu tả khoa học năm 1906.